# Yamadara
× Yamadara, (abreviado Yam) en el comercio, es un híbrido intergenérico entre los géneros de orquídeas Brassavola x Cattleya x Epidendrum x Laelia. Fue publicado en Orchid Rev.